# 阿基坦院校联盟
阿基坦院校联盟（法語：Communauté d'universités et établissements d'Aquitaine）是法国新阿基坦大区的一个大学与院校共同体。

## 历史
学校最早可以追溯到1997年成立的波尔多大学中心（法語：Pôle universitaire de Bordeaux），2007年学校改制成为高等教学研究中心（法語：Pôle de recherche et d'enseignement supérieur）。
2015年，学校成为现在的大学与院校共同体。

## 成员与伙伴

### 成员学校
- 波尔多大学
- 波尔多-蒙田大学
- 波城大学
- 拉罗谢尔大学
- 波尔多国立理工学院
- 波尔多政治学院
- 波尔多国立高等农业学校

### 合作伙伴
- 大区大学及学校事务管理中心
- 波尔多国立高等建筑景观学校
- Kedge 商业学校
- 波尔多美术学校
- 波城高等商业学校